# 遂行的矛盾
遂行的矛盾（すいこうてきむじゅん、英: performative contradiction）は、ある言語行為が、その言語行為で断言されている命題と矛盾する非偶発的な前提に依存している場合に生じる矛盾のことである。

## 解説
この用語は、ユルゲン・ハーバーマスとカール＝オットー・アーペルによって作られ、その最初の詳細な概念はヤーッコ・ヒンティッカによるものである。彼はデカルトの我思う、ゆえに我ありの議論の分析において、我思う、ゆえに我ありは論理的推論ではなく行為遂行性に依存していると結論付けた。
ハーバーマスは、ポストモダニズムの認識論的相対主義が遂行的矛盾を抱えていると主張している。ハンス＝ヘルマン・ホッペは、彼の議論の倫理の理論において、自己所有権に反論することは遂行的矛盾を引き起こすと主張している。